# De Elfenbron
De Elfenbron is het 196ste stripverhaal van Jommeke. De reeks wordt getekend door striptekenaar Jef Nys. Scenarist is Jan Ruysbergh.

## Verhaal
Jommeke en Filiberke ontmoeten een oude kennis, Herlinde de Hoefslag van Hinniken. Deze nodigt Jommeke en zijn vrienden uit om voor een weekje te komen logeren op de manege. Daar gaan ze richting Elfenbron, een romantisch plekje. Doch als Filiberke van het lekkere bronwater wil drinken, merkt hij dat het water stinkt. Later wordt zelfs Choco, het aapje, ziek van het water. Intussen worden onze vrienden in de gaten gehouden door twee ongure figuren. Terug op de manege komen mysterieuze telefoontjes toe. Zou er een verband zijn tussen de telefoontjes en het ongezonde bronwater? De volgende dag gaat Jommeke samen met Herlinde op onderzoek. Zo komen ze erachter dat de twee ongure figuren het bronwater vervuilen. Na enige tijd wordt zelfs een vergiftigde Flip gevonden, deze kan op een haar nog gered worden van de dood. Ondertussen is Herlinde gevangengenomen door de baas van de twee ongure figuren, Daddy Fresh genaamd. Zijn plan is om al het water te vervuilen, zodat hij de waterkoning zal kunnen worden. Maar de ondertussen genezen Choco kan Herlinde bevrijden uit een grot waar ze opgesloten zat. Zo worden Jommeke en zijn vrienden op de hoogte gebracht over de boze plannen van Daddy Fresh. Uiteindelijk kunnen ze Daddy Fresh en de twee ongure figuren uitschakelen. Tot slot komt er hulp van professor Gobelijn die het bronwater weer drinkbaar maakt. Alles loopt goed af, uitzonderlijk voor Daddy Fresh en zijn twee handlangers.

## Achtergronden bij het verhaal
- Eerder kwam Herlinde de Hoefslag van Hinniken al voor in album Het geheim van de hoefslag.